# Éditions Alexandrines
 (décembre 2020).
 (décembre 2020).
Si vous disposez d'ouvrages ou d'articles de référence ou si vous connaissez des sites web de qualité traitant du thème abordé ici, merci de compléter l'article en donnant les références utiles à sa vérifiabilité et en les liant à la section « Notes et références ».
Alexandrines est une maison d'édition française indépendante fondée en 1997 qui invite  des écrivains à raconter la vie d'un grand auteur ou d'un artiste dans son environnement.
En 2015, elle crée la collection « Le Paris des écrivains » qui compte  une quarantaine de titres. 
En 2019, sa directrice Marie-Noëlle Craissati a reçu pour cette collection, le Prix de l’Académie française pour le rayonnement de la langue et de la culture.

## Historique
Dans la collection Sur les pas des écrivains, des biographes – spécialistes des écrivains, parents ou amis du grand homme, écrivains eux-mêmes, journalistes, universitaires – racontent la vie de grandes figures littéraires dans leur région d’origine ou d’appartenance.
Plus de 900 biographies d’écrivains d’hier et d’aujourd’hui ont été recueillies et la moitié des départements français ont été abordés.
En 2015, les Éditions Alexandrines lancent une nouvelle collection, Le Paris des écrivains, avec Le Paris de Duras et Le Paris de Cocteau. Il s'agit de petits guides en format poche de 140 pages environ, écrits par les spécialistes, qui parlent de lieux  parisiens qui ont marqué la vie ou l'œuvre d'un écrivain. La collection Le Paris des artistes avec le Paris de Brassens, Le Paris de Gainsbourg, le Paris de Berlioz, Le Paris de Picasso vient compléter et enrichir  leur collection.
En sa session du 18 janvier 2011, le ministre de la Culture et de la Communication, Frédéric Mitterrand, a décerné à Marie-Noëlle Craissati le grade de chevalier dans l'ordre des Arts et des Lettres.
Les éditions Alexandrines ont  reçu le Prix 2019 de l’Académie française « pour le rayonnement de la langue et de la culture », pour leur collection « Le Paris des écrivains ».

## Titres des éditions

### Collection  "Le Paris des écrivains"
- Le Paris de Cocteau, par Dominique Marny (2015)
- Le Paris de Dumas, par Claude Schopp (2015)
- Le Paris de Duras, par Alain Vircondelet (2015)
- Le Paris de Prévert, par Danièle Gasiglia-Laster (2015)
- Le Paris de Proust, par Michel Erman (2015)
- Le Paris de Modiano, par Béatrice Commengé (2015)
- Le Paris gai, par Robert Olorenshaw (2015)
- Le Paris de Sartre et Beauvoir, par Pascale Fautrier (2015)
- Le Paris de Sagan, par Alain Vircondelet (2015)
- Le Paris de Balzac, par Anne-Marie Baron (2016)
- Le Paris surréaliste, par Gilles Plazy (2016)
- Le Paris de Molière, par Jacqueline Razgonnikoff (2016)
- Le Paris d’Émile Zola, par Alain Pagès (2016)
- Le Paris de Hugo, par Nicole Savy (2016)
- Le Paris de Simenon, par Jean-Baptiste Baronian (2016)
- Le Paris d'Aragon, par Olivier Barbarant (2016)
- Le Paris de Baudelaire, par André Guyaux (2017)
- Le Paris de George Sand, par Claire Le Guillou (2017)
- Le Paris de Céline, par David Alliot (2017)
- Le Paris de Malraux, par Jean-René Bourrel (2017)
- Le Paris de Musset, par Sylvain Ledda (2017)
- Le Paris de Stendhal, par Philippe Berthier
- Le Paris de Cendrars, par Olivier Renault
- Le Paris de Nerval, par Christian Wasselin
- Le Paris de Colette, par Jacques Dupont
- Le Paris de Maupassant, par Françoise Mobihan
- Le Paris de Rimbaud, par Jean-Luc Steinmetz
- Le Paris d’Apollinaire, par Franck Balandier (2018)
- Le Paris de Gide, par Frank Lestringant
- Le Paris de Mitterrand, par Michèle Cotta
- Le Paris de Picasso ,par Alain Vircondelet

### Collection  "Sur les Pas des écrivains"
- Balade en Oise (1998 - épuisé), prix spécial du Jury de Picardie, 1998
- Balade en Val-d’Oise (1999 - épuisé)
- Balade en Val-de-Marne (2000)
- Balade en Yvelines (2001), prix de l'Académie de Versailles, 2001
- Balade dans les Ardennes (2004), préface de Guy Goffette
- Balade en Pas-de-Calais (2006 - épuisé)
- Balade en Gironde (2008 - épuisé ), préface de Claude Villers
- Balade en Limousin (2009), préface de Claude Duneton
- Balade en Midi-Pyrénées I (Aveyron, Lot, Tarn, Tarn-et-Garonne, 2011 - épuisé), préface de Dominique Reynié
- Balade en Midi-Pyrénées II (Ariège, Gers, Haute-Garonne, Hautes-Pyrénées, 2011 - épuisé)
- Balade en Région Centre (2012)
- L'Essonne des écrivains (2014), prix Vieilles maisons françaises
- L'Aisne des écrivains (2015)
- La Seine-et-Marne des écrivains (2015)
- La Somme des écrivains (2014)
- Le Calvados des écrivains (2014)
- Le Nord des écrivains (2014)
- La Manche des écrivains (2015)
- La Seine-Maritime des écrivains (2014), préface de Philippe Delerm
- Le Gard des écrivains (2014), préface de Christian Giudicelli
- La Loire-Atlantique des écrivains (2014), préface de Michel Chaillou
- La Bretagne des écrivains (de Vannes à Brest) (2014)
- La Bretagne Nord des écrivains (Côtes d'Armor, Finistère Nord, Ille-et-Vilaine, 2011), préface d'Erik Orsenna
- Le Var des écrivains (2017), préface de Jacques Serena
- La Provence des écrivains (2017), préface de René Frégni
- Nice et les Alpes-Maritimes des écrivains (2017), préface de Raoul Mille

### Collection "Terres d'écrivains"
- Le Paris des écrivains (2012), par Jean Le Nouvel
- La Corse des écrivains (2013), par Thierry Ottaviani
- L'Alsace des écrivains (2016), par Gilles Pudlowski
- Brest des écrivains (2014)
- Marseille des écrivains (2014)
- Toulouse des écrivains (2014)
- Bordeaux des écrivains (2015)
- Quimper des écrivains (2016)

### Collection "Les écrivains vagabondent"
- André Gide (2010)
- Jules Verne (2010)
- Jean Racine (2010)
- Alphonse Daudet (2010)
- Alexandre Dumas (2010)
- Jean Cocteau (2010)
- Victor Hugo (2014)

## Principaux biographes de cette collection
- Gérald Antoine (Sainte-Beuve)
- Jean Balcou (Renan)
- Olivier Barbarant (Louis Aragon)
- Jean Bothorel
- Pierre Brunel (Rimbaud)
- Pierre Caizergues (Cocteau)
- Béatrice Commengé (Anaïs Nin, Patrick Modiano)
- Michèle Cotta (Le Paris de Mitterrand)
- Patrick Dandrey (Jean de La Fontaine)
- Jacques Darras
- Michel Décaudin (André Billy, Francis Carco, Georges Duhamel)
- Anne-Simone Dufief (Alphonse Daudet)
- Myriam Dufour-Maître
- Olivier Frébourg (Maupassant)
- Jérôme Garcin (Éric Holder, Jean Prévost)
- Danièle Gasiglia-Laster, (Jacques Prévert)
- Guy Goffette (Verlaine)
- André Guyaux (Le Paris de Baudelaire)
- Roger Grenier (Jean Freustié)
- James Knowlson (Samuel Beckett)
- Arnaud Laster (Victor Hugo)
- Nicole Laurent-Catrice
- Yvan Leclerc (Flaubert)
- Sylvain Ledda (Le Paris de Musset)
- Alain Lemoigne
- Patrick Mahé
- Alain-Gabriel Monot
- Bernard Morlino (Louis Nucéra)
- Alain Pagès (Emile Zola)
- Gilles Plazy (André Breton)
- Jacqueline Razgonnikoff (Molière)
- Jacques Réda (Jean Follain)
- Claude Schopp (Alexandre Dumas)
- Frédéric Jacques Temple (Cendrars)
- Alain Vircondelet (Duras, Picasso, Sagan)
- Kenneth White